# Johann Jacob Martin Philippi

Johann Jacob Martin Philippi (um 1785)

Johann Jacob Martin Philippi (* 20. November 1761 in Altona; † 29. Juli 1850 in Elberfeld) war ein jüdischer Gelehrter, Publizist und königlich preußischer Hofrat.

## Leben
Martin Philippi wurde als Moses Alexander David geboren. Er war der Sohn des Philipp Alexander David und Enkel des bekannten Braunschweiger Hoffaktors Alexander David.
Er absolvierte als erster jüdischer Schüler mit Erfolg die fortführende Selekta der königlichen Gelehrtenschule in Altona, des Christianeums. Seine Mitschüler waren u. a. Naphtali Hartwig Wessely, der Sohn des Lessing-Freundes Moses Wessely (1737–1792), Salomon Maimon und Salomon Ludwig Steinheim (sein Stammbuch aus dieser Zeit ist im Jüdischen Museum in Berlin ausgestellt).
Noch in seinem Abschlussjahr auf dem Christianeum ging er 1784 als „Buchhalter und Geschäftsführer“ in das „Fideicommisscomtoir“ des Bankhauses seines Onkels Meyer Michael David nach Hannover; dort blieb er für 28 Jahre.
In dieser Zeit änderte er nach jüdischer Tradition seinen Namen und nannte sich fortan Moses Alexander Philipson (Philippsohn) – Sohn des Philipp (nicht zu verwechseln mit Moses Philipsohn aus Dessau).
In den Meyer‘schen Schulstiftungen, die sein Großonkel und Schwiegergroßvater Meyer Michael David gegründet hatte und die nun von seinem Vetter geführt wurde, war er in die Verwaltung eingebunden und gehalten, selbst dort zu unterrichten. Er war der pädagogische- und der Personal-Direktor. Laut Meyers Testament und den Statuten von 1794 des „Erziehungsinstituts armer Kinder“ war er zuständig „für die Verfertigung der Vorschriften und dass er die Kinder einige Male in der Woche im Schreiben und Französischem examiniert, auch mit dem Willen meiner Erben die Lehrer annimmt und abschafft und mit ihnen den Gehalt accordiert“. Philippi beherrschte mehrere Sprachen: Französisch, Englisch, Italienisch und Latein.
Als jüdischer Gelehrter war er mit beteiligt am politischen und philosophischen Diskurs der Maskilim ebenso wie an dem der nicht-jüdischen Aufklärung. Das zeigt seine publizistische Tätigkeit seit 1786 mit einer Biographie Spinozas und einem von der Regierung in Auftrag gegebenen Gutachten „Über die Verbesserung des Judeneids“ (1794).
Den Weg der Emanzipation ging er über die Konversion zum christlichen Glauben: 1801 ließ er sich und seine Familie in Stolzenau taufen.
Aufgrund seiner langjährigen Erfahrung als Geschäftsführer und Finanzexperte, unterstützt durch seine Veröffentlichungen, wurde er preußischer Beamter bei der Finanz- und Rechnungskammer. Er wirkte zunächst bei der Ober-Rechnungs-Kammer in Berlin, später dann beim neu geschaffenen Provinzial-Steuerdirektorium in Köln, stieg dort zum Büro-Dirigenten und Hofrat auf. In seinen späten Jahren veröffentlichte er eine fachbezogene Gesetzessammlung.
1821 wurde er 60-jährig in dieser Stellung pensioniert und zog nach Poppelsdorf, wo ihn seine Tochter Maria versorgte.
Mit 89 Jahren starb er in Elberfeld am 29. Juli 1850, wo er bei seinem Sohn Johann Friedrich Hector den Lebensabend verbracht hatte, und wurde dort auf dem lutherischen Friedhof begraben.

## Familie
Martin Philippi heiratete am 2. Oktober 1793 in Hannover Marianne Amalia Wertheimer, Tochter des Samuel Wertheimer und der Bella/Bejle Michael David aus Hannover. Seine Schwiegermutter ist die Enkelin von Michael David (seinem Großonkel, Bruder von Alexander David), also eine Cousine 2. Grades.
Der Ehe entstammten fünf Kinder, von denen drei das Erwachsenenalter erreichten:
- Franz Eduard Friedrich (* 21. Februar 1797 in Hannover; † 21. November 1879 in Frankfurt/O.), noch unter seinem Namen Eduard Isaac jüdisch geboren, Oberregierungsrat dort, war verheiratet mit Ella Friedländer, Tochter von Benoni Friedländer und Rebecca von Halle.
- Maria (* 24. April 1798 in Hannover; † 9. September 1854 in Elberfeld), noch unter dem Namen Molly jüdisch geboren, unverheiratet
- Johann Friedrich Hector (* 16. März 1802 in Hannover; † 1. Januar 1880 in Poppelsdorf bei Bonn) war ein deutscher Jurist und nationalliberales Mitglied des preußischen Abgeordnetenhauses.

Neffen sind Jacob Martin Philippi und Louis Asher.

## Werke
Seine enorme publizistische Tätigkeit der frühen Jahre zeigt – nicht zuletzt auch angesichts seiner großen Verehrung Mendelssohns und Lessings – deutliche Parallelen zu den Aktivitäten seines nur fünf Jahre älteren Onkels Simson Alexander David alias Alexander Daveson alias Karl Julius Lange (1755–1813).
- 1786 verfasste er eine kleine Schrift zur Auseinandersetzung zwischen Moses Mendelssohn und Jacobi.[2]
- 1788–89 folgten namentlich gekennzeichnete Beiträge in Friedrich Burchard Benekens “Jahrbuch für die Menschheit”, Jahrbuch für die Menschheit oder Beyträge zur Beförderung häuslicher Erziehung, häuslicher Glückseligkeit und praktischer Menschenkenntnis[3].
- 1790 die im Verlag der Braunschweigischen Schulbuchhandlung erschienene, wohlwollend rezensierte Biographie Benedikts von Spinoza
- 1791 auf Anregung des Theaterintendanten Gustav Friedrich Großmann verfasste er den Text einer Kantate auf Lessings Tod.[4] Nachdem sich Großmann wegen einer Kantate zu Ehren Lessings vergeblich nicht nur an Johann Joachim Eschenburg und Jakob Friedrich Heusinger[5], sondern auch an Christian Adolph Overbeck in Lübeck und Johann Jacob Engel in Berlin gewandt hatte, gewann er einen „hiesigen“, also Hannoveraner Freund als Verfasser. Sein Musikdirektor Bernard Anselm Weber schuf zwar die entsprechende Komposition, jedoch nicht den Text. Diesen verdankte Großmann vielmehr nach Berend Kordes’ Lexikon der jetzt lebenden schleswig-holsteinischen und eutinischen Schriftsteller aus dem Jahre 1797 dem als Buchhalter am Fideicommißcomtoir in Hannover tätigen Moses Alexander Philipson, der für Großmanns Bühne schon Übersetzungen aus dem Englischen und Italienischen geliefert hat.[6]
- 1792 publizierte er seine “Bemerkungen über die Darstellung der Juden auf der Bühne”. Er verfasste Gedichte, schuf Übersetzungen aus dem Englischen und arbeitete als Rezensent für die in Leipzig herausgegebene “Allgemeine Literatur-Zeitung”.
- 1797 erschien sein 1792 im Auftrag der königlichen Justizkanzlei entstandenes Gutachten “Ueber die Verbesserung des Judeneids”. Neustrelitz 1797
- 1804–22 hatte er eine rege Tätigkeit als Rezensent für die damals neu erscheinende “Jenaische Allgemeine Literaturzeitung” entfaltet. Hierbei deckte er ausschließlich das Fachgebiet der “Handlungswissenschaft” ab und brachte es bis zum Jahr 1822 auf immerhin 43 Besprechungen.
- 1823 Als Lehrbuchautor brachte er mit seinem Werk „Briefe über das kaufmännische Rechnungswesen“ (Hannover 1813) den Lehrbrief als neue Variante für die fachdidaktische Diskussion über den Buchhaltungsunterricht ein: Es bestehe die Gefahr, dass sich die Unterrichtsarbeit zu sehr auf das Kontieren von vorformulierten Geschäftsfällen beschränke. Dies sei einem Verständnis für die eigentlichen Zusammenhänge jedoch eher abträglich, weil es das „Imitieren“, also das Auswendiglernen von Standard-Buchungssätzen, fördere. Dieses Problem wurde bereits Anfang des 19. Jahrhunderts erkannt. Philippi sprach 1813 schon davon, „daß es das Schlimmste sei, daß Jünglinge, welche nach der gewöhnlichen Methode (also eher imitierend) unterrichtet werden, diese Wissenschaft bloß als Kunst praktisch zu üben lernen“ (Schaub 1993).
- 1830–36 Sammlung sämmtlicher neuer Preußischer Gesetze über die indirecten Steuern. Mit erläuternden Anmerkungen, Erklärungen, Rückweisungen und Beylagen, herausgegeben von Dr. Johann Jacob Martin Philippi, Königl. Preuß. Hofrath und Bureau-Dirigent bey dem Königl. Provinzial-Steuer-Directorate in Köln a. Rh.